# Subskrypcja MSDN
Subskrypcja MSDN (Microsoft Software Developer Network) – usługa i program firmy Microsoft pozwalająca na dostęp do wszystkich narzędzi, systemów serwerowych i klienckich Microsoft, które mogą być przydatne do prac programistycznych i testowych.

## Szczegóły subskrypcjiMSDN
W ramach subskrypcji MSDN nabywca otrzymuje kwartalne aktualizacje MSDN Library, dyski Development Platform zawierające pakiety SDK, DDK i oprogramowanie systemowe, platformę testową BackOffice Server oraz pakiety Microsoft Office Developer i Visual Studio.
Subskrypcja MSDN umożliwia tylko jednej osobie na korzystanie z oprogramowania zakupionego w ramach danej subskrypcji. Subskrybent otrzymuje prawo do instalacji systemów operacyjnych i aplikacji na dowolnej liczbie komputerów. Wyjątkiem jest poziom MSDN Library (czyli baza wiedzy dla programistów), który nie jest licencjonowany na użytkownika i może być używany przez wszystkich.
Dzięki subskrypcji MSDN można otrzymać (do pobrania lub poprzez płatną przesyłkę pocztową) dowolne oprogramowanie firmy Microsoft.
W przeciwieństwie do MSDN Academic Alliance (MSDNAA) tutaj do pobrania może być dowolny rodzaj oprogramowania w różnych wersjach językowych, nawet pakiety biurowe Office.
Oprogramowanie nabyte dzięki MSDN można wykorzystywać komercyjnie – w przypadku wykupienia wersji Enterprise, Professional i Premium. Subskrypcje są sprzedawane u oficjalnych dystrybutorów firmy Microsoft, a także bezpośrednio w firmie Microsoft. Subskrypcja taka jest subskrypcją roczną i wymaga odnowienia po cenie zazwyczaj ok. 35% niższej.
Osoby zrzeszone w MSDN mogą pozyskać darmowe kopie oprogramowania firmy Microsoft takie jak systemy operacyjne (również wczesne wersje przedprodukcyjne - o ile pozwala na to licencja subskrypcji), programy biurowe (Microsoft Office, Microsoft Works, itp.), aplikacje serwerowe (w tym systemów serwerowych – wersje zależne od wykupionej licencji) i środowiska tworzenia aplikacji (np. Microsoft Visual Studio).
Dla firmy Microsoft subskrypcje są formą popularyzacji własnego oprogramowania w firmach, pomoc w ich wdrażaniu (dla tych firm, które zdecydują się przejść na produkty firmy Microsoft) i przystosowywanie firm do łatwej implementacji nowych wersji praktycznie za darmo (w ramach subskrypcji możliwe jest zaktualizowanie oprogramowania tyle razy, ile w ciągu rocznej subskrypcji zostanie wydanych nowych wersji).
Do programu MSDN przystąpić mogą firmy (których obowiązują wszystkie subskrypcje poza MSDNAA), ale także osoby fizyczne (np. nie prowadzące działalności gospodarczej), ich wówczas obowiązują wszystkie pakiety poza MSDNAA i Enterprise.

## Subskrypcja a portal
Subskrypcja MSDN przez swoją nazwę jest często mylona z portalem MSDN, stworzonym jako oficjalne wsparcie dla programistów technologii Microsoft.

## Dostępne wersje SubskrypcjiMSDN
- MSDN Academic Alliance (Dla szkół i uczelni)
- MSDN Academic Alliance High School
- MSDN Enterprise
- MSDN Library
- MSDN Operating Systems
- MSDN Premium (Team)
- MSDN Premium (Team Architect)
- MSDN Premium (Team Developer)
- MSDN Premium (Team Suite)
- MSDN Premium (Team Test)
- MSDN Premium (Visual Studio Pro)
- MSDN Professional
- MSDN Professional (Visual Studio Pro)
- MSDN Universal

## Benefity subskrypcjiMSDN
- Narzędzia Visual Studio oraz designerskie Expression – dostęp zarówno do najnowszych wersji, jak i tych starszych
- Oprogramowanie do tworzenia i testowania aplikacji – w tym większość systemów operacyjnych
- Oprogramowanie do biznesowego wykorzystania – subskrybenci MSDN Premium mogą korzystać z jednej kopii Microsoft Office Ultimate 2007, Project Standard 2007, SharePoint Designer 2007, Visio Professional 2007 oraz Office Communicator 2007 do celów biznesowych
- Dostęp do oprogramowania w wersji beta, RC, RTM już w momencie ich publikacji
- Pomoc techniczna – dostęp do pomocy technicznej 24/7
- Szkolenia online
- MSDN Magazine
- Online Concierge
- MSDN Flash